# Jovana Dimitrijević
Jovana Dimitrijević (Leskovac, 1979) srpska je konceptualna i performans umetnica, slikarka i režiserka. Jovana Dimitrijević bavi se i bolnim bodi artom.

## Biografija
Završila je Prvu tekstilnu školu u Leskovcu, bila primljena direktno na III godinu fakulteta “Hogeschool voor de Kunsten Utrecht” u Holandiji. Takođe je završila Ženske studije.
SKC je uvrstio njene radove u izložbu povodom obeležavanja 40 godina postojanja zajedno sa radovima Jozefa Bojsa, Đine Pane i Marine Abramović. Takođe je angažovana na projektu -{Free Art Celebration} kao kustoskinja-.
Živi i radi u Leskovcu.

### Stvaralaštvo
Glavni aspekt njenog stvaralaštva je ispitivanje tela, duše i njihovih "granica".
Performansom i umetnišću se bavi dugi niz godina, a jedan od njenih poznatijih nastupa je bio "Peep Show" u SKC-u 2007. godine.
Njeno stvaralaštvo se odlikuje emocionalnošću, prevazilaženjem granica tela, duše, kao i, kod bavljenja bolnim bodi artom, prevazilaženjem bola. Njena dela se odlikuju dubokom emotivnošću, prodiranjem u suštinu umetnosti i vrhunskim umetničkim izrazom, kao i istraživanjem telesnih modifikacija.
Poznata je njena izjava:
"Telo je mesto odakle se mogu menjati apsolutno sve doktrine i postavke: u umetnosti, religiji, nauci, filozofiji, kvantnoj fizici, sociologiji… Telo je najmoćnija i najsubverzivnija alatka."

## Spoljašnje veze
- JOVANA DIMITRIJEVIĆ – Revolucionarka iz Foli Beržera
- Jovana Portfolio
- Jovana Dimitrijevic; Film von Donald Fiebing